# Leif Larsson (sportjournalist)
Leif Arne Larsson, född 9 februari 1939, död 19 oktober 2024, var en svensk sportjournalist och kommentator som medverkade i tv-programmet Tipsextra tillsammans med Lars-Gunnar Björklund. 
Det var Björklund som initierade programmet tillsammans med Larsson som fick ansvar för redaktionen. Larsson kommenterade 59 matcher på plats i England, flest i programmets historia; ett rekord han delade med Staffan Lindeborg.
Larsson kommenterade även andra sporter efter ett råd från Björklund då denne menade att konkurrensen var för stor i de ”vanliga” sporterna jämfört med de ”udda”. Alla ville kommentera populära sporter som fotboll, handboll och ishockey, men inte lika många ville kommentera sporter som på den tiden inte var lika stora stora; som till exempel cykel, friidrott och fäktning. Att Larsson valde de ”udda” sporterna gav honom också vänner som cyklisten Bernt Johansson, löparen Anders Gärderud och fäktaren Rolf Edling.